# A Forma
A Forma é o segundo álbum de estúdio da dupla Claudinho & Buchecha, lançado em 1997 pela Universal Music. Esse disco vendeu mais de 1,2 milhões de cópias no Brasil,  recebendo uma premiação de platina triplo pela ABPD.
Além dos gêneros tradicionais da dupla, funk carioca, funk melody e charme, a canção "Fuzuê" apresenta um cavaquinho com influências do pagode e do partido-alto, com uma letra que cita bandas de samba, pagode e pagode baiano. Antes de formar a dupla, Buchecha integrou uma banda de pagode chamada Raio de Luz.
A canção “Uma Noite e 1/2” é uma regravação da música de mesmo nome de Marina Lima com Renato Rocket, adicionando elementos de funk e batida mais eletrônica na música. 

## Faixas
| N.º | Título                    | Compositor(es)       | Duração |  |
| 1.  | "Quero Te Encontrar"      | Buchecha             | 3:49    |  |
| 2.  | "Diretriz"                | Buchecha             | 3:55    |  |
| 3.  | "Toda Linda"              | Buchecha             | 3:51    |  |
| 4.  | "Juras"                   | Buchecha             | 3:52    |  |
| 5.  | "Meu Compromisso"         | Claudinho / Buchecha | 3:22    |  |
| 6.  | "Desilusão"               | Buchecha             | 3:00    |  |
| 7.  | "Circunstâncias"          | Buchecha             | 3:20    |  |
| 8.  | "Uma Noite e Meia"        | Renato Rocketh       | 4:18    |  |
| 9.  | "Tenha Dó"                | Buchecha             | 3:13    |  |
| 10. | "A Forma"                 | Buchecha             | 3:57    |  |
| 11. | "Rap da União"            | Buchecha             | 4:46    |  |
| 12. | "Quase o Fim"             | Buchecha             | 3:14    |  |
| 13. | "Fuzuê"                   | Buchecha             | 5:09    |  |
| 14. | "Chance (Memê Radio Mix)" | Buchecha             | 3:46    |  |

## Vendas e certificações
| País          | Certificação | Vendas     |
| ------------- | ------------ | ---------- |
| Brasil - ABPD | 3× Platina   | 1.200.000+ |